# Гайленд-Парк (Пенсільванія)
Гайленд-Парк (англ. Highland Park) — переписна місцевість (CDP) в США, в окрузі Міффлін штату Пенсільванія. Населення — 1317 осіб (2020).

## Географія
Гайленд-Парк розташований за координатами 40°37′18″ пн. ш. 77°34′14″ зх. д. / 40.62167° пн. ш. 77.57056° зх. д. (40.621664, -77.570622).  За даними Бюро перепису населення США в 2010 році переписна місцевість мала площу 1,92 км², уся площа — суходіл.

## Демографія
Згідно з переписом 2010 року, у переписній місцевості мешкало 1380 осіб у 583 домогосподарствах у складі 359 родин. Густота населення становила 720 осіб/км².  Було 628 помешкань (328/км²).
Расовий склад населення:
| - 97,5 % — білих - 0,9 % — азіатів - 0,4 % — чорних або афроамериканців |

До двох чи більше рас належало 0,9 %. Частка іспаномовних становила 1,2 % від усіх жителів.
За віковим діапазоном населення розподілялося таким чином: 17,3 % — особи молодші 18 років, 51,5 % — особи у віці 18—64 років, 31,2 % — особи у віці 65 років та старші. Медіана віку мешканця становила 51,1 року. На 100 осіб жіночої статі у переписній місцевості припадало 78,1 чоловіків;  на 100 жінок у віці від 18 років та старших — 74,7 чоловіків також старших 18 років.
Середній дохід на одне домашнє господарство  становив 61 422 долари США (медіана — 47 941), а середній дохід на одну сім'ю — 65 568 доларів (медіана — 52 847). За межею бідності перебувало 1,8 % осіб, у тому числі 0,0 % дітей у віці до 18 років та 0,0 % осіб у віці 65 років та старших.
Цивільне працевлаштоване населення становило 367 осіб. Основні галузі зайнятості: освіта, охорона здоров'я та соціальна допомога — 33,2 %, виробництво — 13,6 %, фінанси, страхування та нерухомість — 11,4 %, мистецтво, розваги та відпочинок — 10,1 %.